# Alliance Air
A Alliance Air é uma companhia aérea da Índia que começou como uma filial de baixo custo da Indian como Air India Regional. Como parte da fusão com a Air India, foi renomeada para Alliance Air. Opera 170 voos semanais a 25 destinatários domésticos como uma subsidiária da Air India.

## Acidentes
- Em 17 de julho de 2000, o voo 7412, um Boeing 737-2A8/Adv (registrado como VT-EGD) colidiu perto do Aeroporto Lok Nayak Jayaprakash em Bihar, na Índia, matando 60 pessoas.